# Букков (Марк)
Букков (нем. Buckow) — город в Германии, в земле Бранденбург.
Входит в состав района Меркиш-Одерланд. Подчиняется управлению Меркише Швайц. Население составляет 1602 человека (на 31 декабря 2010 года). Занимает площадь 14,31 км². Официальный код — 12 0 64 084.
Город подразделяется на 2 городских района.
| Год  | Население |
| ---- | --------- |
| 2005 | 1683      |
| 2010 | 1633      |

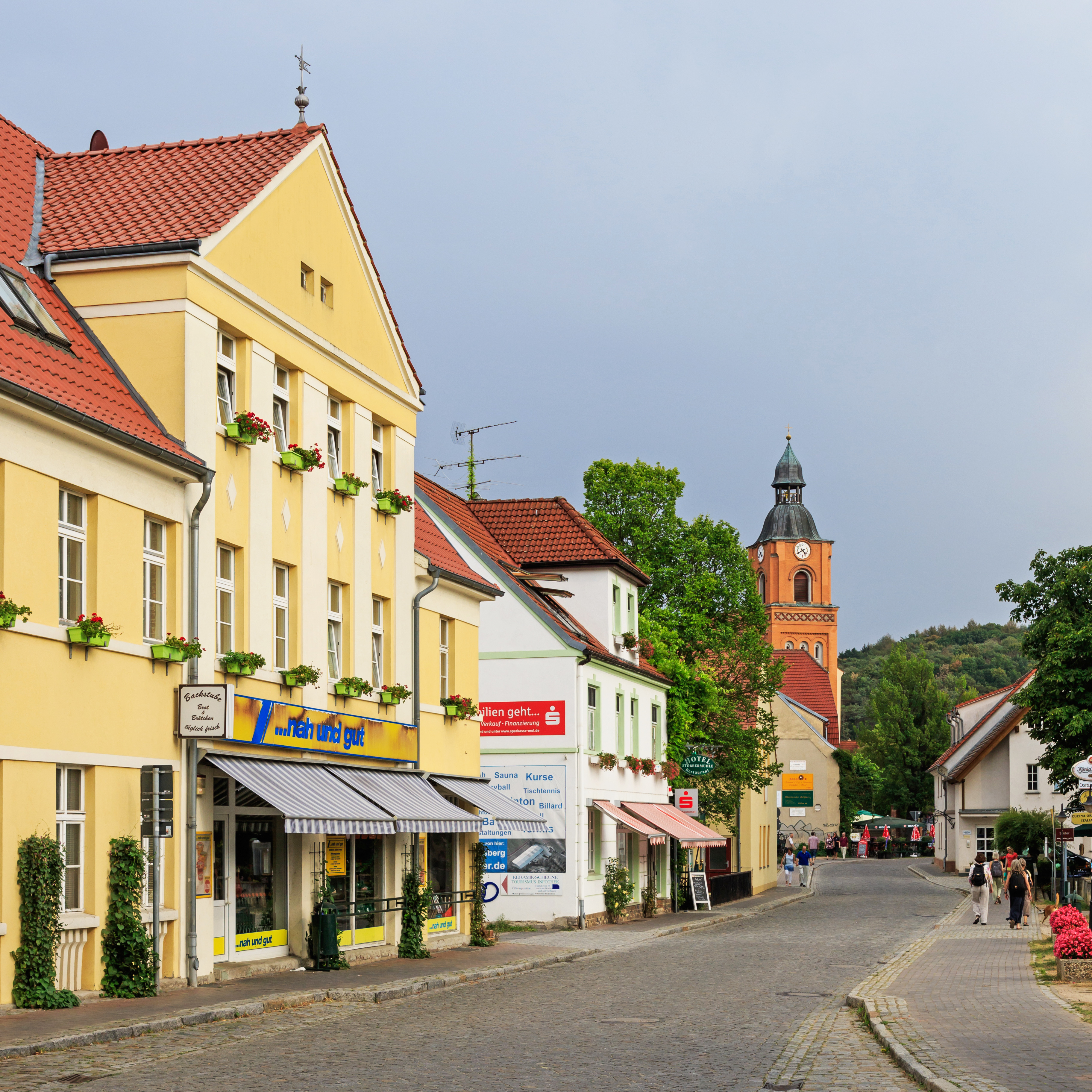
В центре города
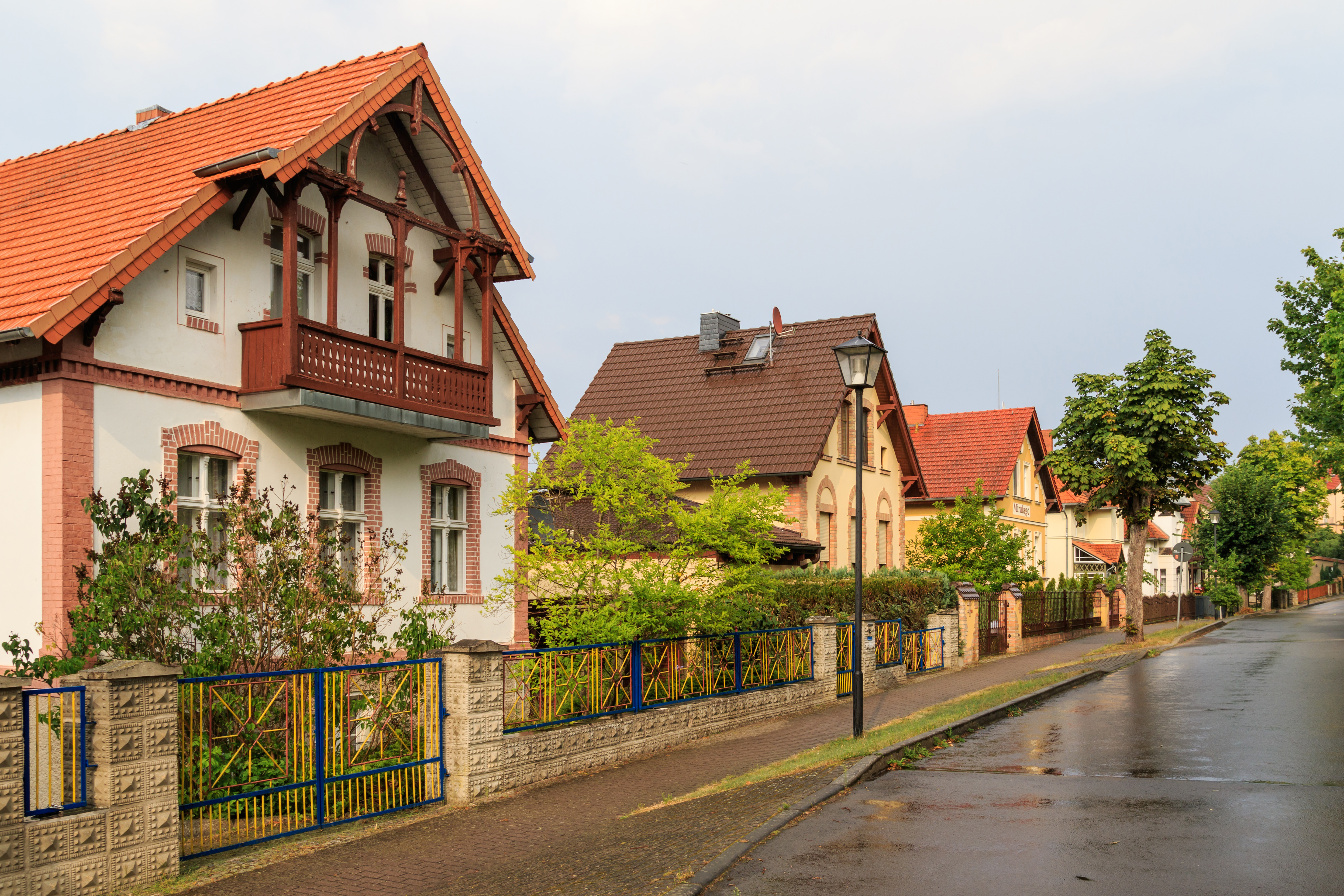
Виллы на берегу озера
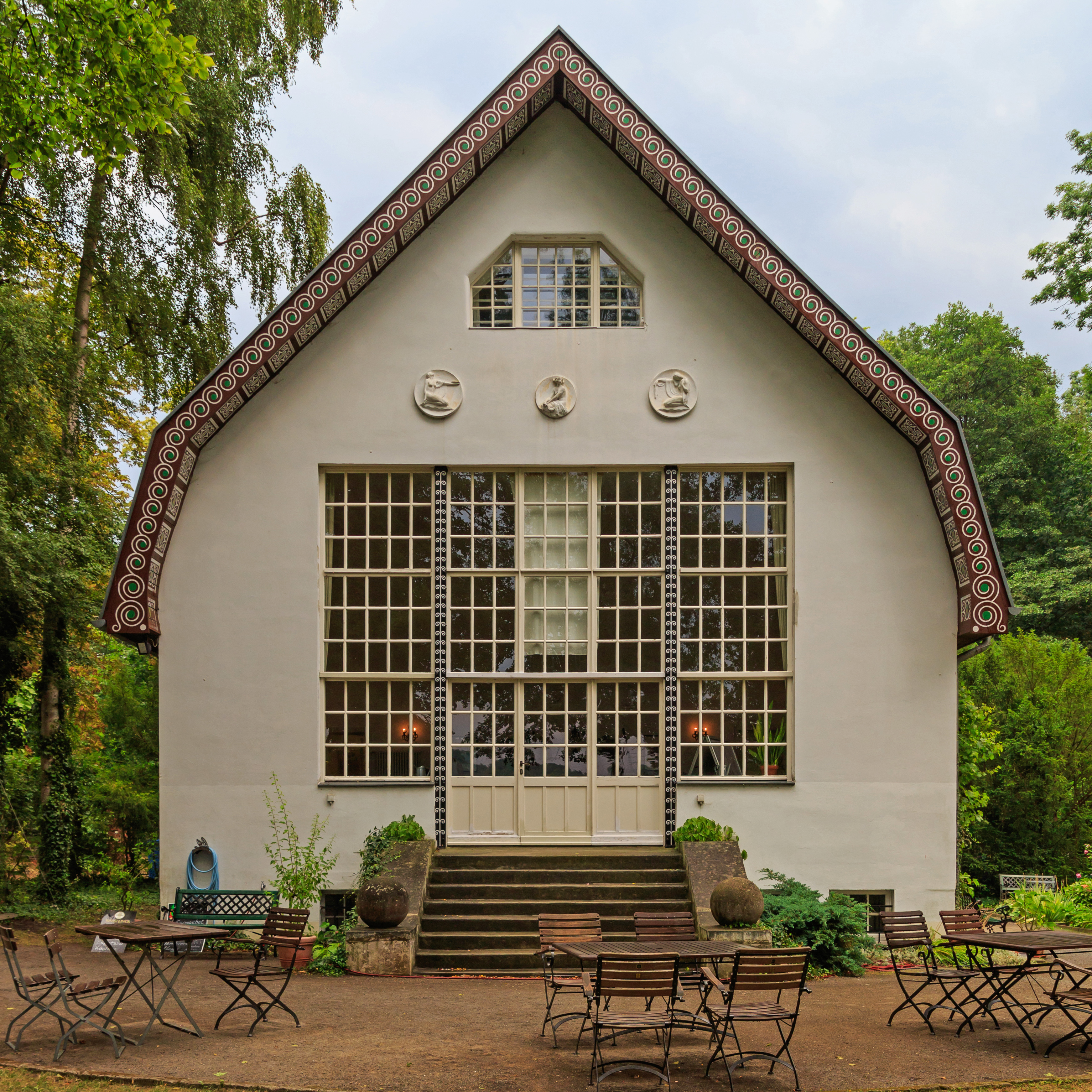
Дом-музей Бертольта Брехта и Хелены Вайгель
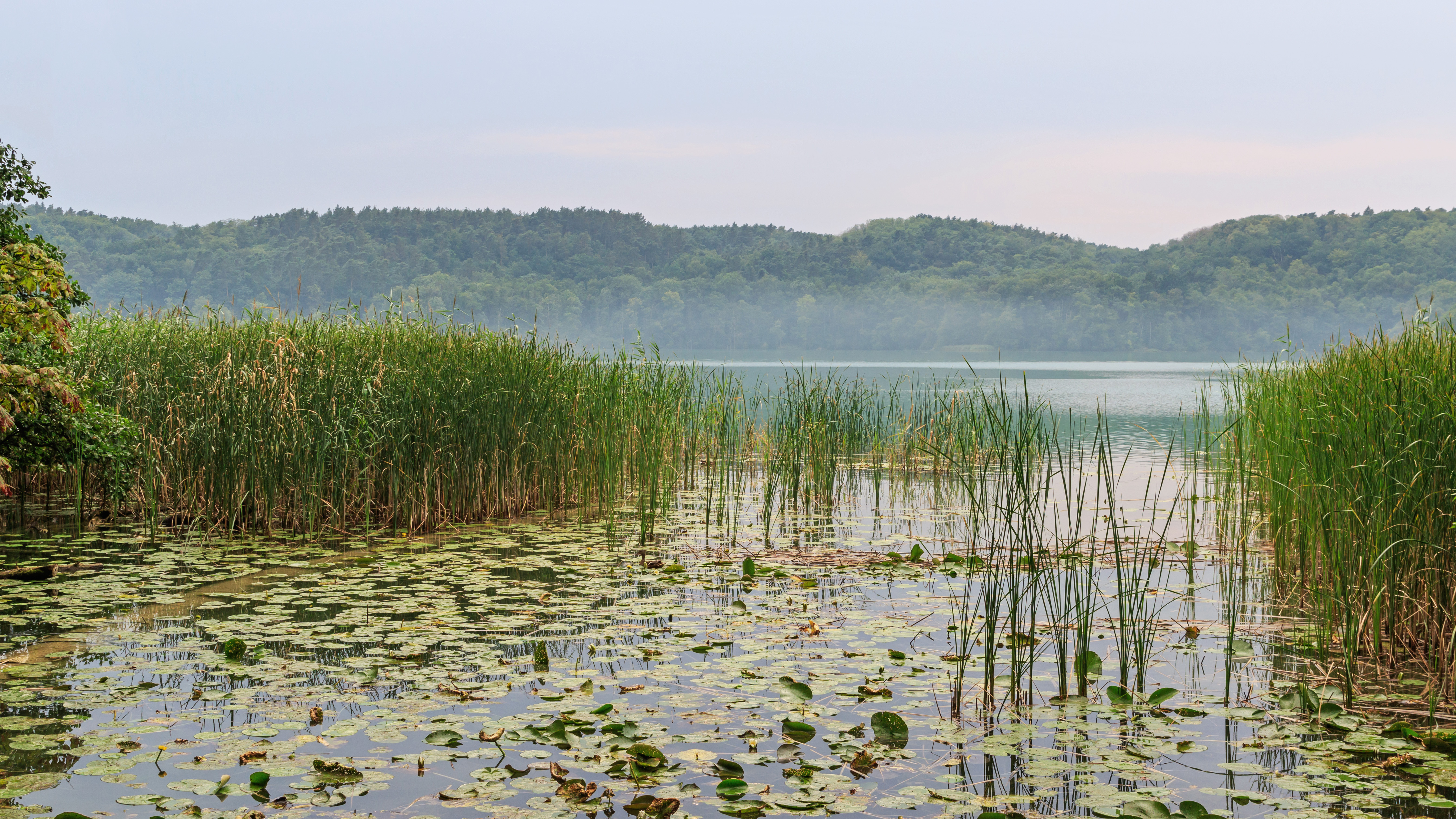
Озеро Шермютцельзе